# Gare de West Hampstead
West Hampstead est une gare ferroviaire londonienne de la North London Line (en), située dans le Borough de Camden, dans le quartier de Hampstead à Londres.
C'est une gare du London Overground.

## Situation ferroviaire
La gare de West Hampstead est située sur la North London Line (en) entre les gares de Brondesury et Flinchey Road & Frognal.

## Service des voyageurs

### Desserte
West Hampstead est située dans la zone 2 de la Travelcard, elle est exclusivement desservie par des trains du London Overground.

### Intermodalité
La gare est à proximité de la station West Hampstead du métro de Londres. Celle-ci est desservie par la Jubilee line, permettant de se rendre dans le centre de Londres et la banlieue. Une gare du National Rail relie aussi West Hampstead à King's Cross grâce à un court trajet en train.